# Nick Tarnasky
Nicholas "Nick" Tarnasky, född 25 november 1984, är en kanadensisk före detta professionell ishockeyforward som tillbringade fem säsonger i den nordamerikanska ishockeyligan National Hockey League (NHL), där han spelade för Tampa Bay Lightning, Nashville Predators och Florida Panthers. Han producerade 30 poäng (13 mål och 17 assists) samt drog på sig 297 utvisningsminuter på 245 grundspelsmatcher.
Han har tidigare spelat för HK Vitjaz Podolsk i Kontinental Hockey League (KHL); Springfield Falcons, Rochester Americans, Hamilton Bulldogs, Hartford Wolf Pack och San Diego Gulls i American Hockey League (AHL); Florida Everblades i ECHL samt Prince Albert Raiders, Vancouver Giants, Kelowna Rockets och Lethbridge Hurricanes i Western Hockey League (WHL).
Tarnasky var en slagskämpe (enforcer) under sin spelarkarriär.
Han draftades av Tampa Bay Lightning i nionde rundan i 2003 års draft som 287:e spelare totalt.

## Statistik
| 1999–2000  | Leduc Sun Oil Barons   | AMBHL      | 36  | 21 | 11 | 32  | 59  | — | — | — | — | —  |
| 2000–2001  | Leduc Oil Kings        | AMHL       | 35  | 39 | 29 | 68  | 95  | — | — | — | — | —  |
|            | Prince Albert Raiders  | WHL        | 2   | 0  | 0  | 0   | 4   | — | — | — | — | —  |
| 2001–2002  | Vancouver Giants       | WHL        | 10  | 1  | 0  | 1   | 5   | — | — | — | — | —  |
|            | Delta Ice Hawks        | PIJHL      | 1   | 1  | 1  | 2   | 0   | — | — | — | — | —  |
|            | Drayton Valley Thunder | AJHL       | 20  | 7  | 4  | 11  | 10  | — | — | — | — | —  |
| 2002–2003  | Kelowna Rockets        | WHL        | 39  | 4  | 12 | 16  | 39  | — | — | — | — | —  |
|            | Lethbridge Hurricanes  | WHL        | 30  | 5  | 8  | 13  | 45  | — | — | — | — | —  |
| 2003–2004  | Lethbridge Hurricanes  | WHL        | 71  | 26 | 23 | 49  | 108 | — | — | — | — | —  |
| 2004–2005  | Springfield Falcons    | AHL        | 80  | 7  | 10 | 17  | 176 | — | — | — | — | —  |
| 2005–2006  | Tampa Bay Lightning    | NHL        | 12  | 0  | 1  | 1   | 4   | — | — | — | — | —  |
|            | Springfield Falcons    | AHL        | 68  | 14 | 9  | 23  | 100 | — | — | — | — | —  |
| 2006–2007  | Tampa Bay Lightning    | NHL        | 77  | 5  | 4  | 9   | 80  | 6 | 0 | 0 | 0 | 10 |
| 2007–2008  | Tampa Bay Lightning    | NHL        | 80  | 6  | 4  | 10  | 78  | — | — | — | — | —  |
| 2008–2009  | Nashville Predators    | NHL        | 11  | 0  | 1  | 1   | 17  | — | — | — | — | —  |
|            | Florida Panthers       | NHL        | 34  | 1  | 5  | 6   | 33  | — | — | — | — | —  |
| 2009–2010  | Florida Panthers       | NHL        | 31  | 1  | 2  | 3   | 85  | — | — | — | — | —  |
|            | Rochester Americans    | AHL        | 5   | 3  | 0  | 3   | 7   | — | — | — | — | —  |
| 2010–2011  | Springfield Falcons    | AHL        | 66  | 7  | 13 | 20  | 150 | — | — | — | — | —  |
|            | Florida Everblades     | ECHL       | 3   | 1  | 2  | 3   | 0   | — | — | — | — | —  |
| 2011–2012  | HK Vitjaz Podolsk      | KHL        | 36  | 5  | 7  | 12  | 173 | — | — | — | — | —  |
| 2012–2013  | Rochester Americans    | AHL        | 74  | 16 | 10 | 26  | 138 | 3 | 1 | 0 | 1 | 4  |
| 2013–2014  | Hamilton Bulldogs      | AHL        | 76  | 13 | 9  | 22  | 144 | — | — | — | — | —  |
| 2014–2015  | Hartford Wolf Pack     | AHL        | 26  | 1  | 4  | 5   | 36  | — | — | — | — | —  |
| 2015–2016  | Hartford Wolf Pack     | AHL        | 59  | 15 | 5  | 20  | 77  | — | — | — | — | —  |
| 2016–2017  | San Diego Gulls        | AHL        | 32  | 4  | 5  | 9   | 53  | — | — | — | — | —  |
| NHL totalt | NHL totalt             | NHL totalt | 245 | 13 | 17 | 30  | 297 | 6 | 0 | 0 | 0 | 10 |
| AHL totalt | AHL totalt             | AHL totalt | 486 | 80 | 65 | 145 | 881 | 3 | 1 | 0 | 1 | 4  |
| WHL totalt | WHL totalt             | WHL totalt | 152 | 36 | 43 | 79  | 201 | — | — | — | — | —  |